# Apoštolská nunciatura v Izraeli

Znak Svatého stolce

Apoštolská nunciatura, neboli vyslanectví Svatého stolce v Izraeli, je instituce plnící diplomatickou úlohu. Apoštolský nuncius je diplomat na úrovni velvyslance zastupující Svatý stolec. Apoštolský nuncius v Izraeli je zároveň nunciem na Kypru a Apoštolským delegátem pro Jeruzalém a Palestinu. Od 3. června 2021 je apoštolským nunciem Adolfo Tito Yllana.

## Dějiny
V roce 1948 Svatý Stolec zřídil úřad apoštolského delegáta pro Jeruzalém a Palestinu, do jehož působnosti spadal Jeruzalém, Palestina, Jordánsko a Kypr. V roce 1973 byla zřízena nunciatura na Kypru. Po uzavření Základní dohody mezi Svatým Stolcem a Státem Izrael v roce 1994 byly navázány standardní diplomatické vztahy a vznikla tak apoštolská nunciatura; zároveň byla zřízena Apoštolská nunciatura v Jordánsku. Nunciatura sídlí v Tel Avivu, sídlem delegatury pro Jeruzalém a Palestinu je Jeruzalém (bývalý klášter u Cyrilometodějské smírné kaple na Olivové hoře).

## Představitelé Svatého Stolce v Izraeli a Svaté zemi

### Apoštolští delegáti pro Jeruzalém a Palestinu (1948 - 1994)
- Gustavo Testa (1948 – 1953)
- Silvio Angelo Pio Oddi (1953 – 1957)
- Giuseppe Maria Sensi (1957 – 1962)
- Lino Zanini (1962 – 1966)
- Augustin-Joseph Sépinski, O.F.M. (1965 – 1969)
- Pio Laghi (1969 – 1973)
- William Aquin Carew (1974 – 1983)
- Carlo Curis (1984 – 1990)
- Andrea Cordero Lanza di Montezemolo (1990 – 1994)

### Apoštolští nunciové v Izraeli
- Andrea Cordero Lanza di Montezemolo (1994 – 1998)
- Pietro Sambi (1998 – 2005)
- Antonio Franco (2006 – 2012)
- Giuseppe Lazzarotto (2012 – 2017)
- Leopoldo Girelli (2017 – 2021)
- Adolfo Tito Yllana (od 3. června 2021 [1])